# Gabiano
Gabiano – miejscowość i gmina we Włoszech, w regionie Piemont, w prowincji Alessandria.
Według danych na styczeń 2010 gminę zamieszkiwały 1244 osoby przy gęstości zaludnienia 69,9 os./1 km².